# Bimota DBx
La Bimota DBx è una motocicletta costruita dalla casa motociclistica italiana Bimota dal 2012 al 2016.
Il nome, come da nomenclatura standard della casa, sta ad indicare che questo modello è dotato di propulsore Ducati.

## Storia
La DBx è stata presentata a EICMA nel 2012. Il nome, rispetto alle altre Bimota, non ha un identificativo numerico, ma bensì una “X”, già utilizzato in precedenza sulla Bimota BBX, che contraddistinguono i modelli enduro del marchio.
A spingerla c'è un motore bicilindrico a V di 90° a quattro tempi di derivazione Ducati 1100 Hypermotard da 1078 cm³, alimentato da un sistema ad iniezione elettronica, modificato in più parti che sviluppa 95 CV a 7.700 giri/min e una coppia di 10 mkg a 6.200 giri/min.
Il telaio è un traliccio tubolare in acciaio al nichel-cromo-molibdeno, coadiuvato da due piastre laterali in alluminio.
La forcella telescopica rovesciata dal diametro di 48 mm e il monoammortizzatore posteriore sono della Öhlins. 
La frenata è affidata a un sistema fornito dalla Brembo composto da due dischi flottanti da 300 mm all'anteriore morsi da pinze a due pistoncini, mentre al posteriore c'è un disco fisso 255 mm.